# Arco axilar
El arco axilar es una variación anatómica del músculo dorsal ancho en humanos. Consiste en una banda de músculo o fascia que se extiende entre el músculo dorsal ancho y el músculo pectoral mayor. Presenta una considerable variación en la posición exacta de su origen e inserciones, así como en su irrigación sanguínea y suministro nervioso. Puede estar presente en uno o ambos lados del cuerpo. Un metaanálisis reveló que el arco axilar tiene una prevalencia global del 5.3 % en las extremidades.
Generalmente, se considera que el arco no tiene relevancia funcional, aunque algunos autores cuestionan esta afirmación. Desempeña un papel en el atrapamiento de estructuras cercanas y puede alterar la anatomía local si se requiere una disección en la zona durante una cirugía. El arco parece derivar del panniculus carnosus, una estructura presente en la mayoría de los mamíferos no primates, y tiene similitudes con músculos encontrados en varios animales. También se le conoce como arco axilar de Langer, músculo de Langer, músculo axilopectoral, Achselbogen y músculo pectorodorsal.

## Estructura
El arco axilar es una variación anatómica en forma de arco del músculo dorsal ancho en la espalda humana. Su forma varía, pero se define por su origen en el músculo dorsal ancho, su inserción cerca o en la parte superior anterior del húmero, y por cruzar el paquete neurovascular asociado con el nervio axilar de dorsomedial a ventrolateral. Su tamaño puede oscilar entre 7 a 10 cm (2,8 a 3,9 plg) de longitud y 5-15 mm (0,2-0,6 plg) de ancho. El arco axilar puede observarse cuando el brazo está abducido y las palmas se colocan detrás de la cabeza, dejando una impresión en el lado medial de la axila.

### Inervación
Por lo general, el nervio pectoral lateral inerva el arco axilar, aunque se han documentado casos en los que el nervio intercostobraquial, el nervio pectoral medial o el nervio toracodorsal proporcionan el suministro nervioso.

### Variaciones
La forma, tamaño, inserción y origen del arco pueden variar ampliamente. Suele presentarse en ambos lados del cuerpo, pero también puede aparecer solo en uno. El componente muscular del arco varía, y algunos arcos son puramente fibrosos. El origen puede ser una continuación directa de las fibras del músculo dorsal ancho, provenir del elemento tendinoso del dorsal ancho o ser una mezcla de ambos tipos, originándose tanto del músculo como del tendón.
La prevalencia del arco axilar en la población europea es de aproximadamente el 5.3 %, pero varía significativamente entre grupos genéticos: es menor en la población turca y más frecuente en la china.
El arco axilar puede insertarse en el tendón del músculo pectoral mayor, la fascia del músculo coracobraquial o la fascia que cubre el músculo bíceps braquial. También se han reportado inserciones en el músculo pectoral mayor propiamente dicho, la cabeza larga del bíceps braquial, la apófisis coracoides, el músculo pectoral menor, la fascia axilar y el hueso en la cresta del tubérculo mayor del húmero, distal a la inserción del pectoral mayor.

## Función
Se considera que el arco axilar no tiene significancia funcional, aunque un estudio pequeño con 22 participantes reportó un aumento en la fuerza, resistencia y control motor del brazo en mujeres (pero no en hombres) con el arco, en comparación con quienes no lo tienen, así como una mejora en la propiocepción del hombro en ambos sexos.

## Importancia clínica
La presencia del arco axilar puede tener varias consecuencias clínicas, como dificultar la identificación y palpación de ganglios linfáticos agrandados o tumorales, atrapar estructuras axilares como el nervio axilar y la vena axilar, y generar complicaciones en cirugías axilares o reconstrucciones mamarias. También se han documentado casos en los que el arco axilar contribuyó al desarrollo de trombosis venosa profunda.

## Historia
El músculo del arco axilar fue descrito por primera vez por Bugnone en 1783, según Pitzorno (1912), mientras que Alexander Ramsay lo identificó como una variación novedosa durante disecciones realizadas en Edimburgo y Londres alrededor de 1793, según su relato de 1812. En 1846, Karl Langer documentó el arco axilar, inicialmente describiéndolo como un arco fibroso y denominándolo Achselbogen (Arco axilar). Más tarde, Langer describió la presencia de una banda muscular asociada en ciertos casos. Debido a estas publicaciones, Leo Testut usó el término arc axillaire de Langer para referirse a la forma muscular del arco, una asociación que ha perdurado.

## Otros animales
Estructuras posiblemente homólogas en otras especies incluyen el músculo dorsoepitroclear, el músculo pectoral cuarto o el panniculus carnosus. El dorsoepitroclear es un músculo importante para trepar en monos y simios, donde se origina en la región tendinosa del dorsal ancho y se extiende como músculo superficial por el brazo.
El panniculus carnosus es una capa de músculo estriado profunda al panniculus adiposus. Aunque está ausente en hominoideos, es común en primates no hominoideos y mamíferos no primates. En mamíferos inferiores, el panniculus carnosus puede ser extenso, cubriendo casi todo el cuerpo, como en el equidna de hocico corto. Varios músculos humanos se consideran derivados del panniculus carnosus, y algunos investigadores clasifican el arco axilar como un músculo vestigial esporádico de este tipo.